# TT317
TT317 (Theban Tomb 317) è la sigla che identifica una delle Tombe dei Nobili ubicate nell'area della cosiddetta Necropoli Tebana, sulla sponda occidentale del Nilo dinanzi alla città di Luxor, in Egitto. Destinata a sepolture di nobili e funzionari connessi alle case regnanti, specie del Nuovo Regno, l'area venne sfruttata, come necropoli, fin dall'Antico Regno e, successivamente, sino al periodo Saitico (con la XXVI dinastia) e Tolemaico.

## Titolare
TT317 era la tomba di:
| Titolare               | Titolo                                                              | Necropoli                       | Dinastia/Periodo                | Note |
| ---------------------- | ------------------------------------------------------------------- | ------------------------------- | ------------------------------- | ---- |
| Tutnefer (o Dhutnufer) | Scriba contabile del grano nel granaio delle divine offerte ad Amon | Sheikh Abd el-Qurna (area nord) | XVIII dinastia (Thutmosi III ?) |      |

## Biografia
Senires, Sindaco, fu suo padre; Taiy sua madre e Titau sua moglie. I titoli del defunto e il nome della moglie sono riportati da Ippolito Rosellini nei suoi appunti

## La tomba
È noto, da descrizioni di esploratori sette-ottocenteschi, che esiste una scena parietale che vede un figlio in offertorio al defunto e alla moglie.

### Annotazioni
1. ↑  La planimetria non è in scala e ha valore esclusivamente di visione d'insieme; l'ubicazione delle singole tombe non è topograficamente esatta, ma vuole visualizzare la concentrazione delle sepolture, nonché il "disordine" con cui le stesse sono state classificate.
2. ↑  La prima numerazione delle tombe, dalla numero 1 alla 252, risale al 1913 con l'edizione del "Topographical Catalogue of the Private Tombs of Thebes" di Alan Gardiner e Arthur Weigall. Le tombe erano numerate in ordine di scoperta e non geografico; ugualmente in ordine cronologico di scoperta sono le tombe dalla 253 in poi.
3. ↑  I campi della Duat, ovvero l'aldilà egizio, si trovavano, secondo le credenze, proprio sulla riva occidentale del grande fiume.
4. ↑  Nella sua epoca di utilizzo, l'area era nota come "Quella di fronte al suo Signore" (con riferimento alla riva orientale, dove si trovavano le strutture dei Palazzi di residenza dei re e i templi dei principali dei) o, più semplicemente, "Occidente di Tebe".
5. ↑  le Tombe dei Nobili, benché raggruppate in un'unica area, sono di fatto distribuite su più necropoli distinte.
6. ↑  Le note, sovente di inquadramento topografico della tomba, sono tratte, fino alla TT252, dal "Topographical Catalogue" di Gardiner e Weigall, ed. 1913 e fanno perciò riferimento alla situazione dell'epoca.
7. ↑  Così indicato in "Münchener Studien zur Sprachwissenschaft" (MSS) p. 284, G4.

### Fonti
1. ↑  Gardiner e Weigall 1913.
2. ↑  Donadoni 1999,  p. 115.
3. ↑  Porter e Moss 1927, p. 389.
4. 1 2  Porter e Moss 1927, p. 390.
5. ↑  Sethe 1903.